# Фань Куань

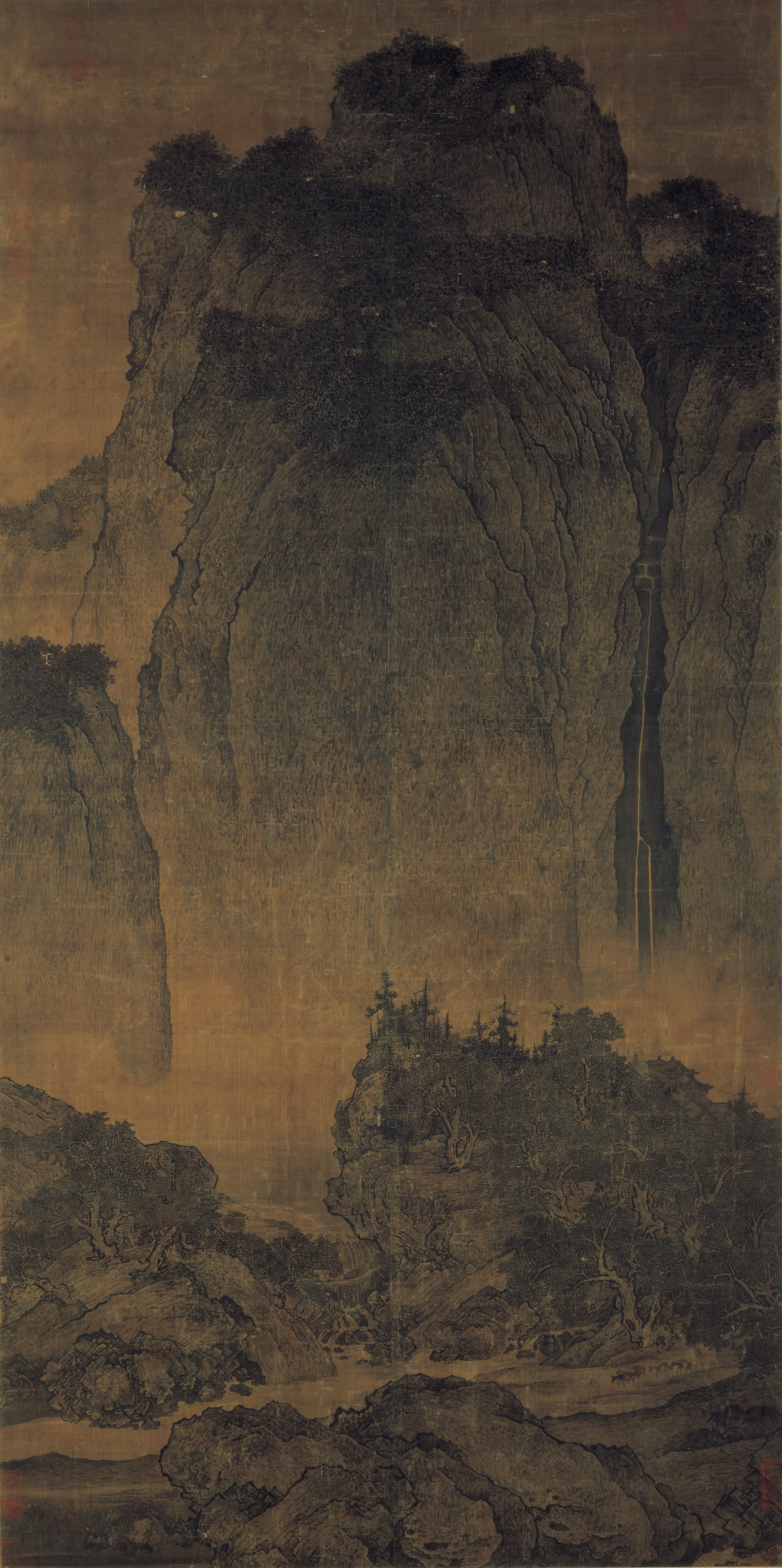
Фань Куань. Путники среди гор и рек. 206,3х103,3 см. Гугун, Тайбэй.

Фань Куань (кит. трад. 范寬, упр. 范宽, пиньинь Fàn Kuān; первое имя Фань Чжунчжэн) (работал в 990-1026) – китайский художник-пейзажист, продолжатель Цзин Хао, один из основателей жанра монохромного пейзажа. Наряду с Гуань Туном и Ли Чэном его называют одним из трех основателей пейзажной школы.  Наиболее известный из непосредственных учеников Ли Чэна.
Фань Куань был даосским горным отшельником, получавшим удовольствие от жизни на природе. В конце X – начале XI века дела в Сунской империи были достаточно благополучными, и в образованных слоях китайского общества происходил отход от военной идеологии в сторону всё усиливавшейся тяги к мирным радостям и эстетству. Среди столичных эстетов бытовала мода именовать себя «шаньжэнь» («затворник» или «горный отшельник») ради того, чтобы добавить некий привкус нонконформизма к свой просвещённой персоне. В отличие от столичных эстетов Фань Куань был настоящим отшельником, носившим грубую одежду, употреблявшим простую пищу, любившим вино и дороги, человеком полным благородной простоты с грубыми и невоздержанными манерами. Критик XI века Го Жо-сюй описывает его так: «Внешность Куаня сурова как в древности, поведение необузданно грубое».
Он был полной противоположностью аристократичному и утонченному Ли Чэну. Живший в XI веке художник и критик Лю Даочунь написал трактат «Критика живописи нашей династии», в котором, пытаясь охарактеризовать суть творчества этих двух великих мастеров пейзажа, выбрал оппозицию «Вэнь» и «У» (в более широком смысле можно перевести, как «цивильную» и «военную»), ассоциируя Ли Чэна с гражданской мирной жизнью и удовольствиями, а Фань Куаня с воинскими доблестями. Возможно, Фань Куань принадлежал к тем последним художникам, которые своим искусством пейзажа передавали любовь к отваге, прямоте и решительности. Своё понимание их творчества Лю Даочунь выразил таким образом: «Пейзаж Ли Чэна открыт, как окно в манящие дали, пейзаж Фань Куаня закрыт для нас, он преграждает взор, как стена».
Эту характеристику подтверждает самый известный пейзаж Фань Куаня «Путники среди гор и потоков» (Гугун, Тайбэй), который по праву считают одним из шедевров мировой живописи. Двухметровой высоты свиток состоит из двух кусков шёлка, соединённых по центру. Возможно, раньше он был вставлен в большую ширму, или смонтирован на стене. Пейзаж завораживает своей мощью, он напоминает стену гигантской крепости, за которой укрылся весь остальной мир. Произведение исполнено очень тщательно; художник изобразил несколько видов разных деревьев, а текстура гор передана присущими только Фань Куаню мазками и размывами туши. В правом нижнем углу есть его подпись.

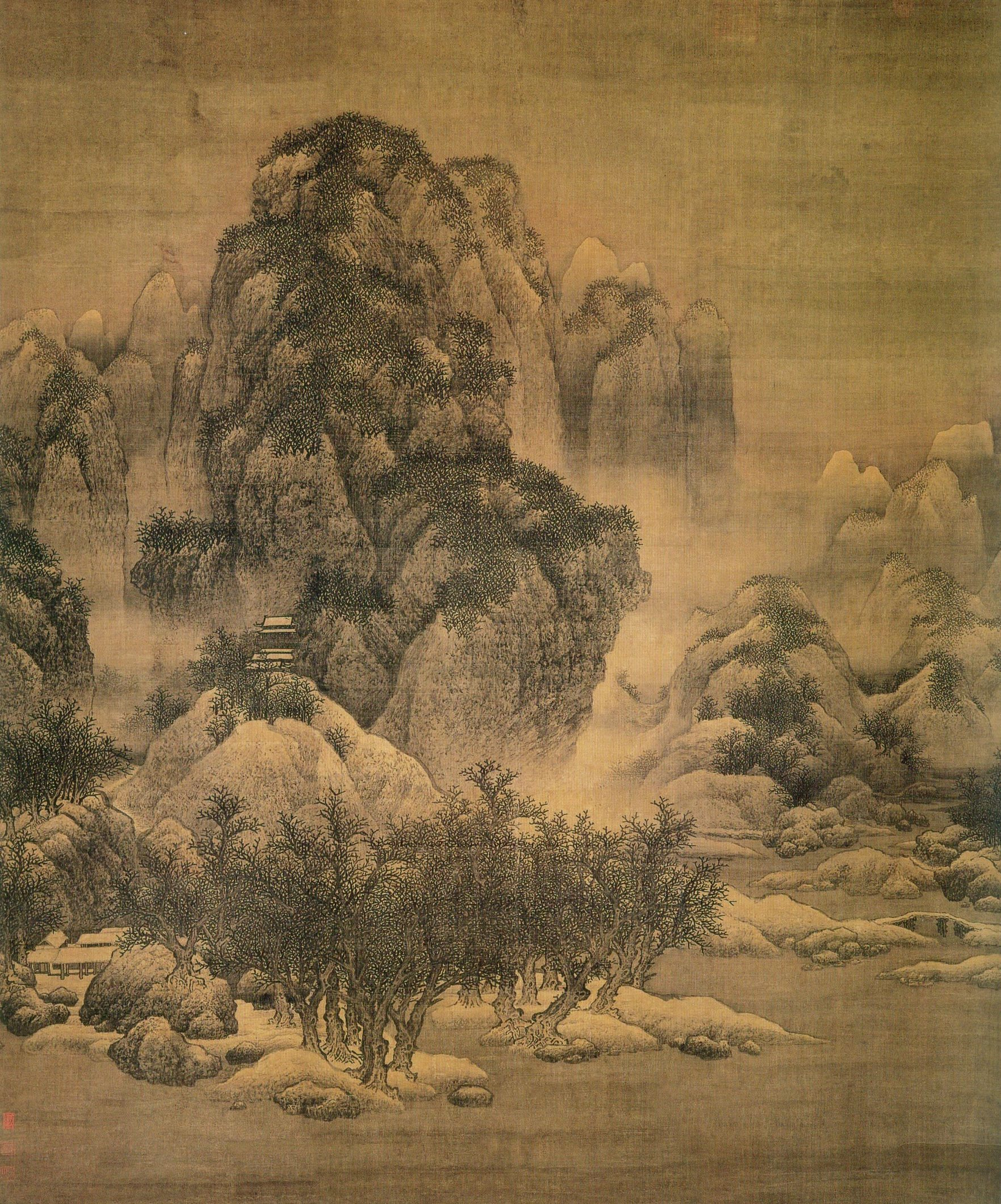
Фань Куань. Холодный лес в заснеженной равнине. Тяньцзинь, Городской музей.

Фань Куаню приписывают ещё несколько пейзажных свитков, в частности, «Холодный лес в заснеженной равнине» (Тяньцзинь, Городской музей). Построение этого пейзажа схоже с предыдущим: на переднем плане немного открытого пространства, а за ним высится мощная горная гряда, закрывающая даль. Выпавший снег, и промёрзшие голые зимние деревья придают ещё больше суровости этой дикой красоте.
Несмотря на то, что Фань Куань, по всей вероятности, учился у Ли Чэна, он оказался способным создать свой особый стиль пейзажа. Го Жо-сюй отмечает «Его необычные способности превосходны. Стиль отличался от (стилей) Гуань Туна и Ли Чэна…». В другом цзюане своего трактата «Заметки о живописи: что видел и слышал» Го Жо-сюй так характеризует манеру этих трёх выдающихся мастеров: «Среди художников-пейзажистов только Ли Чэн из Инцю, Гуань Тун из Чанъани и Фань Куань из Хуаюани постигли «удивительное», достигли уровня «божественного», высотой озарённости превзошли все категории».  Го Жо-сюй также сообщает, что кроме пейзажа Фань Куань был мастером «жэньу» (так наз. «жанровой живописи»), и далее так описывает особенности его живописной манеры: «Когда Фань рисует деревья в лесу, они то наклонны, то изогнуты, формами похожи на упавшую крышу. Есть у него и другие веяния и правила, но я никогда не видел нарисованных им сосен и кипарисов. Когда он рисует жилища, он передает их главное свойство, окружает их плотным слоем туши; глазам его последователей они казались построенными из железа».
Более поздний мастер монохромного пейзажа Го Си уже считал его работы недостаточно изящными и привлекательными. Тяга придворной элиты к изяществу нарастала, и вскоре после смерти Го Си «недостаточно изящными» были уже его пейзажи. Однако прошло ещё немного времени, и произведения Фань Куаня обрели статус памятников китайского национального пейзажа, которые изучали и копировали художники многих поколений.